# Портрет Николая Васильевича Иловайского
«Портрет Николая Васильевича Иловайского» — картина Джорджа Доу и его мастерской, из Военной галереи Зимнего дворца.
Картина представляет собой погрудный портрет генерал-майора Николая Васильевича Иловайского из состава Военной галереи Зимнего дворца.
С начала Отечественной войны 1812 года генерал-майор Иловайский командовал летучим казачьим отрядом во 2-й Западной армии. Был во многих важнейших сражениях, включая Смоленское, Бородинское, под Вязьмой, при Красном. За отличия при преследовании остатков разбитой Великой армии в 1813 году получил чин генерал-лейтенанта. Во время Заграничного похода 1813 года сражался при Лютцене и Бауцене, однако в середине года из-за болезни вынужден был оставить армию и уехал на Дон.
Изображён в казачьем генеральском мундире, введённом в 1814 году. Слева на груди звезда ордена Св. Анны 1-й степени; на шее кресты ордена Св. Георгия 3-го класса, ордена Св. Владимира 2-й степени и прусского ордена Красного орла 2-й степени; серебряная медаль «В память Отечественной войны 1812 года» на Андреевской ленте и звезда ордена Св. Владимира 2-й степени. С тыльной стороны картины надпись: Iiovaisky 5е. Подпись на раме: Н. В. Иловайскiй 5й, Генералъ Лейтенантъ.
7 августа 1820 года Комитетом Главного штаба по аттестации Иловайский был включён в список «генералов, заслуживающих быть написанными в галерею» и 20 мая 1822 года император Александр I повелел написать его портрет для Военной галереи. В Инспекторском департаменте Военного министерства было получено письмо Иловайского из Новочеркасска от 5 августа 1822 года, в котором, в частности, говорилось: «Долгом поставляю прибыть в Санкт-Петербург по окончании некоторых дел, удерживающих меня на несколько здесь». Неизвестно когда Иловайский приезжал в столицу и встречался ли с художником. В собрании Государственного исторического музея имеется поясной портрет Н. В. Иловайского, выполненный неизвестным художником в 1810-х годах (холст, масло; 83 × 67 см; инвентарный № И I 3835). На нём Иловайский изображён с эполетами старого образца и с чрезплечной Анненской лентой, картина демонстрирует явное сходство с работой из Военной галереи, вплоть до очень близкого расположения наград, и возможно сам Иловайский высылал его Доу в качестве прототипа для галерейного портрета. Гонорар Доу был выплачен в два приёма: 19 мая 1826 года и 21 июня 1827 года. Готовый портрет поступил в Эрмитаж 8 июля 1827 года. Предыдущая сдача готовых портретов была 18 октября 1826 года, соответственно картина датируется между этими числами.